# Mario Lertora
Mario Lertora   (Gènova, 21 de setembre de 1897 - Gènova, 28 de març de 1939) va ser un gimnasta artístic italià que va competir durant les dècades de 1920 i 1930.
El 1924 va prendre part en els Jocs Olímpics de París, on disputà les nou proves del programa de gimnàstica. Guanyà la medalla d'or en la competició del concurs complet per equips. Destaca també la cinquena posició en les barres paral·leles, mentre en les altres set proves finalitzà més enllà de la desena posició.
Quatre anys més tard, als Jocs d'Amsterdam, disputà les set proves del programa de gimnàstica. Fou sisè en el concurs complet per equips i setè en barres paral·leles, com a resultats més destacats.
La seva tercera i darrera participació en uns Jocs fou el 1932, quan disputà cinc de les proves del programa de gimnàstica. Guanyà la medalla d'or en el concurs complet per equips i la de bronze en l'exercici de terra. També fou quart en el concurs complet individual, cinquè en barres paral·leles i vuitè en Salt sobre cavall.